# Rhaestus femoralis
Rhaestus femoralis är en stekelart som beskrevs av Thomson 1894. Rhaestus femoralis ingår i släktet Rhaestus och familjen brokparasitsteklar. Inga underarter finns listade i Catalogue of Life.